# Lightwork
Lightwork je dvanaesti studijski album kanadskog glazbenika Devina Townsenda. Diskografske kuće Inside Out Music, Sony Music i HevyDevy Records objavile su ga 4. studenoga 2022.

## O albumu
Pjesme na albumu, koje je Townsend počeo pisati za vrijeme pandemije koronavirusa, melodičnije su i pristupačnije nego na prijašnjim albumima. Produkciju potpisuju sam Townsend i Garth „GGGarth” Richardson. U lipnju 2022. Townsend se u objavi na Instagramu osvrnuo na glazbeni stil pjesama na albumu:
Snimanje se odvijalo u raznim vankuverskim studijima i Richardsonovu studiju u Gibsonsu. Townsend je snimio dijelove za većinu glazbala, a na pjesmama su gostovali i izvođači poput pjevačice Anneke van Giersbergen, klavijaturista Diega Tejeide (nekadašnjeg člana skupine Haken), basista Nathana Navarra i bubnjara Morgana Ågrena. Tijekom rada na Lightworku Townsend je snimio još deset pjesama koje je potom objavio na dodatnom disku pod imenom Nightwork.

### Pjesme
Townsend je u jedanaest videozapisa koje je na svojem službenom kanalu na YouTubeu objavljivao od siječnja do veljače 2023. objasnio o čemu govore pjesme na albumu. „Moonpeople”, prema njegovim riječima, odražava glavnu temu albuma – proces stvaranja pjesama s pozitivnom porukom u teškim vremenima, a sam pojam iz naslova odnosi se na one „koji sve promatraju sa strane”. Pjesma „Lightworker” napisana je u počast životnom djelu Richarda Alperta, koji je „poput svjetionika usmjeravao javnost prema važnijim temama postojanja i kratkotrajnosti”. „Equinox” je jedna od prvih pjesama napisanih za album i govori o tuzi nakon prekida romantične veze, „kad konačno dobijete što želite, a onda shvatite da je sve gotovo”. „Call of the Void” opisuje negativne misli koje proizlaze iz teških životnih situacija i ističe kako je važno ostati pribran.
Pjesma „Heartbreaker” govori o ljubavnoj vezi; na albumu zauzima mjesto na kojem se izvorno trebala pojaviti pjesma „Honeybunch”, koja naposljetku nije objavljena jer sadrži melodiju iz skladbe „Barbie Girl” skupine Aqua, a njezini autori nisu mu dali dopuštenje da je objavi. „Dimensions” opisuje zanesenost pojedinim iskustvima koja njihovu svrhu stavlja u drugi plan. „Celestial Signals” ponovno je snimljena inačica istoimene pjesme s uratka Holding Patterns, dodatnoga diska objavljena uz album Transcendence, i opisuje divljenje svemiru.
„Heavy Burden” prikazuje otežano nošenje s tuđim zahtjevima, „Vacation” govori o obiteljskom izletu, a „Children of God” dokumentira potrebu za nečim što nadilazi čovječanstvo u zahtjevnim vremenima.

## Promidžba
U lipnju 2021., prije objave detalja o albumu, Townsend je izjavio da će iduće godine otići na europsku turneju kojom će podržati novi album, a trebala se održati u većim europskim gradovima od travnja do svibnja 2022. Međutim, krajem listopada 2021. odgodio je tu turneju jer su mu u međuvremenu članovi Dream Theatera ponudili mjesto na svjetskoj turneji kojom su podržavali album A View from the Top of the World. Townsend je naposljetku podržao Lightwork koncertima u Europi od veljače do travnja 2023.
Dana 26. kolovoza 2022. objavljena je vijest da će album biti objavljen 28. kolovoza i usto je objavljen popis pjesama koje će biti na njemu; istoga su dana objavljeni i prvi singl „Moonpeople” i popratni glazbeni spot, koji je režirao sam Townsend. Dana 27. rujna objavljen je glazbeni spot za pjesmu „Call of the Void”, koji je Townsend izradio u suradnji s RailCowGirl. Townsend je 12. listopada izjavio da će Lightwork biti objavljen 4. studenoga zbog nepredviđenih problema u proizvodnji fizičkih primjeraka, a 25. listopada objavio je spot za pjesmu „Lightworker”.
Dana 5. studenoga Townsend je održao akustični koncert na kojem je odsvirao nekoliko pjesama s albuma; koncert se izravno prenosio na YouTubeu.

## Popis pjesama
Tekstovi: Devin Townsend, glazba: Townsend, osim gdje je označeno drukčije.
| 1.    | »Moonpeople«        |                                          | 4:43  |
| 2.    | »Lightworker«       |                                          | 5:29  |
| 3.    | »Equinox«           |                                          | 4:38  |
| 4.    | »Call of the Void«  | Townsend, Mattias Eklund, Martin Kennedy | 5:53  |
| 5.    | »Heartbreaker«      |                                          | 6:59  |
| 6.    | »Dimensions«        |                                          | 5:23  |
| 7.    | »Celestial Signals« | Townsend, Diego Tejeida                  | 5:12  |
| 8.    | »Heavy Burden«      |                                          | 4:22  |
| 9.    | »Vacation«          |                                          | 3:10  |
| 10.   | »Children of God«   |                                          | 10:05 |
| 55:58 |                     |                                          |       |

| Nightwork – dodatni disk s digipak-inačice | Nightwork – dodatni disk s digipak-inačice | Nightwork – dodatni disk s digipak-inačice | Nightwork – dodatni disk s digipak-inačice | Nightwork – dodatni disk s digipak-inačice | Nightwork – dodatni disk s digipak-inačice | Nightwork – dodatni disk s digipak-inačice | Nightwork – dodatni disk s digipak-inačice | Nightwork – dodatni disk s digipak-inačice | Nightwork – dodatni disk s digipak-inačice |
| Br.                                        | Skladba                                    | Trajanje                                   |                                            |                                            |                                            |                                            |                                            |                                            |                                            |
| ------------------------------------------ | ------------------------------------------ | ------------------------------------------ | ------------------------------------------ | ------------------------------------------ | ------------------------------------------ | ------------------------------------------ | ------------------------------------------ | ------------------------------------------ | ------------------------------------------ |
| 1.                                         | »Starchasm, Pt. 2«                         | 4:34                                       |                                            |                                            |                                            |                                            |                                            |                                            |                                            |
| 2.                                         | »Stampys Blaster«                          | 0:37                                       |                                            |                                            |                                            |                                            |                                            |                                            |                                            |
| 3.                                         | »Factions«                                 | 5:12                                       |                                            |                                            |                                            |                                            |                                            |                                            |                                            |
| 4.                                         | »Yogi«                                     | 3:56                                       |                                            |                                            |                                            |                                            |                                            |                                            |                                            |
| 5.                                         | »Precious Sardine«                         | 10:13                                      |                                            |                                            |                                            |                                            |                                            |                                            |                                            |
| 6.                                         | »Hope Is in the World«                     | 4:15                                       |                                            |                                            |                                            |                                            |                                            |                                            |                                            |
| 7.                                         | »Children of Dog«                          | 6:45                                       |                                            |                                            |                                            |                                            |                                            |                                            |                                            |
| 8.                                         | »Sober«                                    | 4:36                                       |                                            |                                            |                                            |                                            |                                            |                                            |                                            |
| 9.                                         | »Boogus«                                   | 3:33                                       |                                            |                                            |                                            |                                            |                                            |                                            |                                            |
| 10.                                        | »Carry Me Home«                            | 4:03                                       |                                            |                                            |                                            |                                            |                                            |                                            |                                            |
| 47:44                                      |                                            |                                            |                                            |                                            |                                            |                                            |                                            |                                            |                                            |

## Recenzije
| Recenzije       | Recenzije |
| Izvor           | Ocjena    |
| --------------- | --------- |
| Blabbermouth    | 8,5/10    |
| Kerrang!        | 3/5       |
| Metal Hammer    | [ 1 ]     |
| Metal Injection | 9/10      |
| Sputnikmusic    | 4/5       |

Lightwork je dobio uglavnom pozitivne kritike. Dom Lawson dao mu je osam i pol boda od njih deset zaključivši da je to „predivan album koji diže raspoloženje” i dodavši: „S obzirom na to da nas godinama navikava na to da očekujemo ono neočekivano, Devin Townsend 'Lightwork' možda neće smatrati jednim od svojih radikalnijih djela. No u doba kad ružnoće i zbunjenosti ima u izobilju, ovaj izdašan, dugotrajan zagrljaj u obliku albuma možda je i najradikalniji [podvig].” U recenziji za časopis Kerrang! Nick Ruskell dao mu je tri boda od njih pet izjavivši da su pjesme „utemeljene na njegovoj blažoj [glazbenoj strani], anđeoskim tonalitetima i gitarama u duru te nisu baš toliko raštrkane i neobične koliko [Devinove] pjesme znaju biti, više je riječ o tome da je ulaštio dio svojeg rada tako da se sjaji”. Zaključio je: „[Nj]egova urođena i jedinstvena privlačnost blista čak i kad se na trenutak zadrži na istome mjestu, kad ne skače odmah prema idućoj neotkrivenoj stvari. Nakon toliko vremena zbilja nema ničega lošeg u tome.”
Alec Chillingworth dao mu je četiri zvjezdice od njih pet u recenziji za Metal Hammer i komentirao je: „Kad bi uši mogle žvakati, Lightwork bi toliko tekao niz vaše obraze da bi to bilo nepristojno. Zvuči ukusno.” Jordan Blum također je pozitivno ocijenio album u recenziji za Metal Injection; dao mu je devet bodova od njih deset napisavši da je „stvarno izvanredan” i da je to „još jedno nevjerojatno dubokoumno i ambiciozno putovanje kakvo samo Townsend može oblikovati”.

## Zasluge
| Glazbenici - Devin Townsend – gitara, bas-gitara, vokali, sintesajzer; produkcija, miksanje, tonska obrada - Darby Todd – bubnjevi (na Lightworku) - Morgan Ågren – bubnjevi (dodatni dijelovi na Lightworku, glavni dijelovi na Nightworku) - Federico Paulovich – bubnjevi (dodatni dijelovi na Lightworku) - Diego Tejeida – klavijatura (dodatni dijelovi na Lightworku) - Nathan Navarro – bas-gitara (dodatni dijelovi na Lightworku) - The Elektra Women's Choir – zborski vokali; dodatni vokali (na pjesmi „Heavy Burden”) - Echo Picone – dodatni vokali (na 8. i 10. pjesmi) - Jonas Hellborg – dodatna bas-gitara (na pjesmi „Dimensions”) - Mike Keneally – gitarska solodionica (na pjesmi „Dimensions”) - Rhys Fulber – dodatno programiranje (na pjesmi „Equinox”) - Hutch Hutchinson – bas-gitara (na pjesmi „Vacation”) - Joy Lapps – čelični bubnjevi (na pjesmi „Vacation”) - Ché Aimee Dorval – dodatni vokali (na Lightworku) - Anneke van Giersbergen – dodatni vokali (na Lightworku); vokali (na pjesmi „Starchasm, Pt. 2”) - Aman Khosla – dodatni vokali (na pjesmama „Heavy Burden” i „Precious Sardine”) - Tanya Ghosh – dodatni vokali (na pjesmama „Heavy Burden” i „Precious Sardine”) - Elizabeth Zharoff – dodatni zborski vokali (na Lightworku) - Tia Rose Maxfield – dodatni zborski vokali (na Lightworku) - Brian Diamond – dodatni zborski vokali (na Lightworku) - Mattias Eklund – dodatna instrumentacija (na pjesmi „Sober”) - Steve Vai – dodatna instrumentacija (na pjesmi „Starchasm, Pt. 2”) | Ostalo osoblje - Gggarth – produkcija, tonska obrada (na Lightworku) - Troy Glessner – miksanje (pomoć), mastering (na Lightworku) - Nygel Asselin – miksanje (pomoć), tonska obrada (na Lightworku) - John 'Bandstack' Beatle Bailey – tonska obrada (na Lightworku) - Travis Smith – ilustracije, omot albuma - Paul Harries – fotografija |